# Živi jezik
Žívi jêzik je jezik, ki določeni naravni ljudski skupnosti služi tudi za praktično sporazumevanje. Nasprotje je mrtvi jezik, na primer latinščina. Točno število živih jezikov v svetu ni znano, saj vsi govori še niso raziskani in tudi ne obstaja splošno sprejeto jezikovno merilo, kaj je jezik in kaj le narečje. Spletna publikacija Ethnologue navaja 7.102 živa jezika, vendar po konzervativnejših razvrstitvah mnogi med njimi spadajo med narečja.
Največje število živih jezikov govorijo v Aziji in Afriki:
| Območje                  | Število živih jezikov | Delež glede na vse žive jezike (%) | Število govorcev | Delež glede na prebivalstvo sveta (%) |
| ------------------------ | --------------------- | ---------------------------------- | ---------------- | ------------------------------------- |
| Afrika                   | 2.138                 | 30,1                               | 815,3 mio        | 13,0                                  |
| Severna in Južna Amerika | 1.064                 | 15,0                               | 51,5 mio         | 0,8                                   |
| Azija                    | 2.301                 | 32,4                               | 3.779,6 mio      | 60,1                                  |
| Evropa                   | 286                   | 4,0                                | 1.638,0 mio      | 26,0                                  |
| Pacifik                  | 1.313                 | 18,5                               | 6.783,5 mio      | 0,1                                   |
| Skupaj                   | 7.102                 | 100                                | 6.291,2 mio      | 100                                   |